# Гримальд (аббат Санкт-Галлена)

Религиозные центры Франкской империи VIII—IX веков

Гримальд (лат. Grimaldus, нем. Grimald; около 800—13 июня 872, Санкт-Галлен) — церковный и государственный деятель эпохи Каролингов; аббат Висамбурского (между 830 и 833—837/838 и 847—872) и Санкт-Галленского монастырей (841—872); канцлер (833—837/840, между 848 и 854—857 и 861—870) и глава придворной капеллы (между 848 и 854—870) Восточно-Франкского королевства.

## Биография

### Исторические источники
Гримальд известен из нескольких раннесредневековых исторических источников. Среди них: франкские анналы, сочинения Тегана, Эрманриха Эльвангенского, Ноткера Заики, Ратперта Санкт-Галленского, Валафрида Страбона и Флодоарда, книги побратимов Висамбурского и Райхенауского монастырей, а также различные документы юридического и хозяйственного характера.

### Ранние годы
Гримальд родился около 800 года в знатной франкской семье, владения которой находились в долине реки Рейн. Его дядей был Хетти, а братом — Титгауд, один за другим занимавшие архиепископскую кафедру в Трире. Среди родственников Гримальда называются Веттин (умер в 824 году), Вальдо Райхенауский и монахиня Веретруда. Об этом сообщается в написанном около 825 года Валафридом Страбоном «Видении Веттина» и эпитафиях.
По свидетельству Эрманриха Эльвангенского, ещё ребёнком Гримальд часто бывал при дворе Карле Великого и обучался в устроенной при императорской капелле в Ахене школе. В «Деяниях Карла Великого» Ноткера Заики утверждается, что в детстве учителем Гримальда был Алкуин, но это маловероятно, так как тот умер ещё в 804 году. Своё дальнейшее образование Гримальд получил в монастыре Райхенау при аббатах Хайто и Эрлебальде. Здесь его учителем был Регинберт, а соучеником — Татто. Сохранилась рукопись (кодекс Санкт-Галлена № 914) устава святого Бенедикта, в 816 году переписанная Гримальдом и Татто с хранившегося в ахенской капелле протографа. После завершения обучения Гримальд сам преподавал в монастырской школе, где одним из его учеников был Валафрид Страбон. Возможно, Гримальд некоторое время был учителем и в придворной школе в Ахене.
В 824 году Гримальд стал сотрудником придворной капеллы императора Людовика I Благочестивого.
По ходатайству Гримальда и аббата Сен-Дени Гильдуина в 829 году их ученик Валафрид Страбон был назначен воспитателем младшего сына Людовика I Благочестивого, принца Карла.
Хотя Гримальд не был клириком, между августом 830 года и 833 годом он получил от Людовика I Благочестивого сан настоятеля Висамбурского аббатства, став преемником Виеланда. Здесь он восстановил и расширил разрушенную в результате пожара церковь Святого Петра. В 835 году Гримальд получил дарственную хартию, подтверждавшую дарованное монастырю императором право на владения в Афагау.
19 октября 833 года датируется первый документ, в котором Гримальд назван главой канцелярии короля Баварии Людовика II Немецкого. В этой должности он сменил Гозбальда. Гримальд перешёл на службу к правителю восточных франков во время смуты, охватившей Франкскую империю в 830—834 годах. Уже в начале 834 года он вместе с графом Лангау Гебхардом возглавил направленное в Ахен посольство баварского короля, которое заключило союз между Людовиком Немецким и его отцом против Лотаря I.

### Аббат Санкт-Галлена

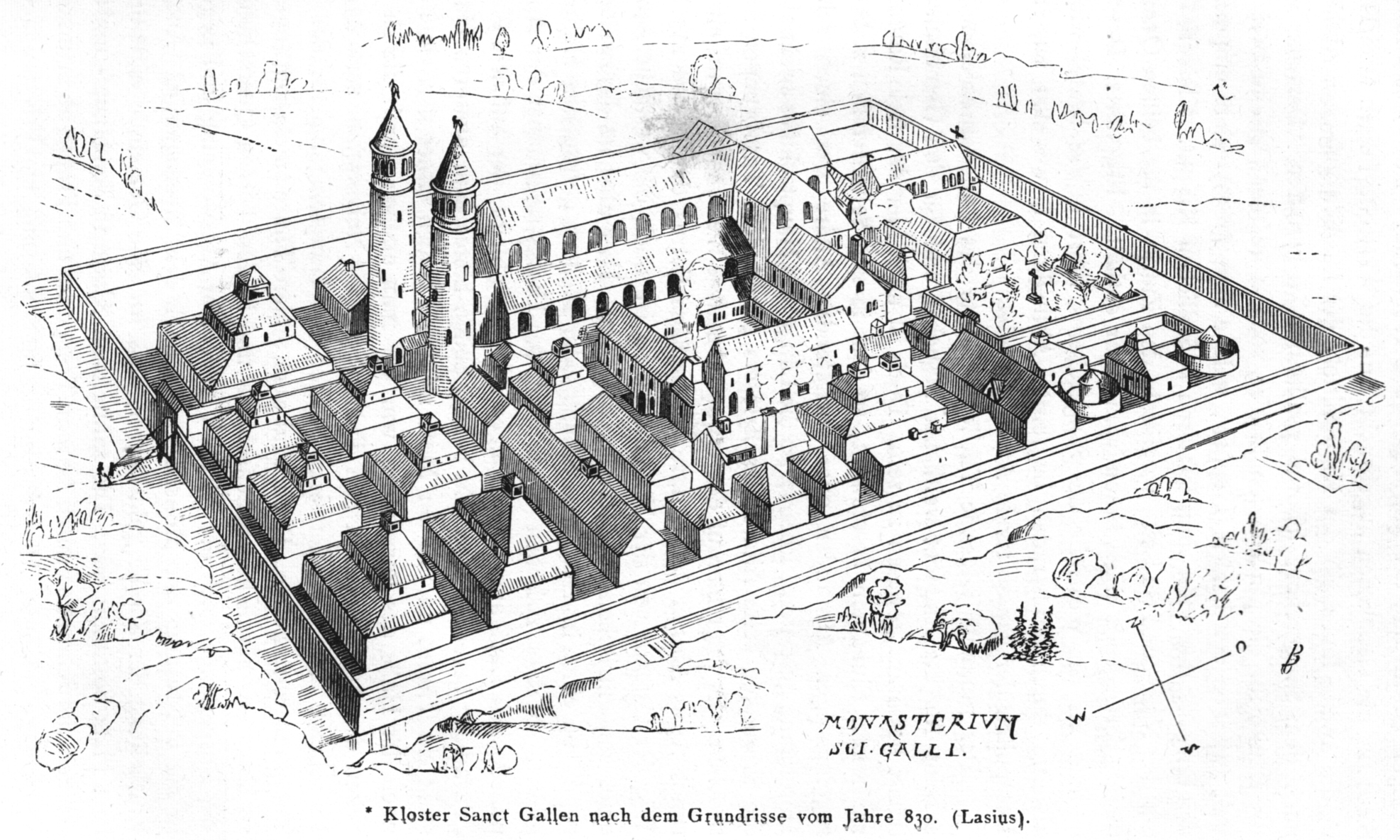
Сделанная по Санкт-Галленскому плану первой трети IX века реконструкция идеального монастыря периода Каролингов

В 837 году состоялось полное примирение Людовика I Благочестивого с Лотарем I. Это вызвало возмущение Людовика II Немецкого, надеявшегося за оказанную отцу во время междоусобицы помощь получить часть королевства старшего брата. Более того, от владений правителя Баварии были отторгнуты некоторые территории, что привело к мятежу Людовика Немецкого против отца. Несмотря на разногласия среди Каролингов, Гримальд продолжил оставаться одной из наиболее приближённых к Людовику II Немецкому персон. За это в период с 837 по 839 году он был лишён Лотарем I Висамбурского аббатства, переданного архиепископу Майнца Отгару. По неизвестным причинам в 837, 838 или 840 году Гримальд утратил и должность королевского канцлера. Однако после битвы при Фонтене в 841 году Гримальд получил от короля восточных франков Санкт-Галленское аббатство, став здесь преемником лишённого сана за поддержку Лотаря I Энгильберта. Этим даром Людовик II Немецкий намеревался усилить своё влияние в Алеманнии, многие знатные персоны которой были сторонниками императора Лотаря I. После смерти Отгара в 847 году Гримальд возвратил и сан настоятеля Висамбурского аббатства. Под управлением Гримальда находился ещё один монастырь: скорее всего, это было аббатство Эльванген, хотя также возможно, что это было аббатство Нидеральтайх.
Назначение Людовиком II Немецким Гримальда аббатом Санкт-Галлена противоречило привилегии братии обители самой избирать себе настоятеля. Поэтому в первое время монахи выражали крайнее недовольство нарушением своих прав королём. Однако затем Гримальд своей деятельностью на благо Санкт-Галленского аббатства полностью изменил мнение братии о себе, добившись от подчинённых уважения и почитания. Спустя полторы сотни лет Эккехард IV описывал управление аббатом Гримальдом монастырём как время расцвета обители.
При Гримальде Санкт-Галленский монастырь стал одним из важнейших центров Каролингского возрождения. По повелению настоятеля в аббатстве велось масштабное строительство: в том числе, была значительно расширена библиотека. При Гримальде был достроен заложенный в 830 году Гозбертом дом аббата. В 864 году Гримальд организовал торжественное перенесение мощей Отмара. В 867 года для реликвий в Санкт-Галленском аббатстве была построена освящённая в честь этого святого церковь. Кроме того, по повелению Гримальда в монастыре была построена церковь Святого Михаила, а храм Пфальцмюнстер мастерами из Райхенау украшен настенными росписями.
Организованный в Санкт-Галленском аббатстве ещё предшественниками Гримальда скрипторий в середине IX века стал одним из крупнейших в Западной Европе. Аббат был инициатором создания, по крайней мере, одной иллюминированной рукописи: Золотой псалтири (кодекс № 22). Известно о тридцати четырёх книгах из личной библиотеки Гримальда (лат. Liber Grimoldi), в том числе, включавшей труды Вергилия и Вегеция. Эти манускрипты он передал аббатству, и их бо́льшая часть до сих пор находится в библиотеке Санкт-Галлена. При Гримальде монастырская библиотека также пополнилась другими шестьюдесятью девятью рукописями, из которых пятьдесят четыре были созданы в местном скриптории. Для учёта книг при библиотеке была создана специальная канцелярия, первыми руководителями которой были Удо и Людгард. Всего же при Гримальде в библиотеке Санкт-Галленского монастыря было около четырёхсот книг.
Школа в Санкт-Галленском аббатстве была одним из лучших образовательных учреждений во владениях Каролингов. При Гримальде в ней преподавали ирландец Моэнгал (или Марцелл) и Исо Грандвальский: первый возглавлял школу в самом аббатстве, второй был главой школ в дочерних обителях Санкт-Галлена. Среди своих современников Гримальд был персоной, наибольшее внимание уделявшей распространению образованности в Восточно-Франкском государстве. Его считают одним из тех, кто заложил основы будущего Оттоновского возрождения.
22 июля 854 года Гримальд получил от Людовика II Немецкого хартию о полном иммунитете Санкт-Галленского аббатства от власти глав Констанцской епархии. Накопленные в монастыре богатства позволили Гримальду сразу выплатить все долги своей обители перед епархией и добиться права для братии самостоятельно выбирать себе настоятеля, на что долгое время претендовали констанцские епископы. Таким образом, монастырь стал имперским аббатством. Стараниями Гримальда Санкт-Галленское аббатство получило множество пожертвований от короля и других светских персон, что сделало монастырь одной из богатейших обителей Франкской империи.
При Гримальде была закончена начатая при Гозберте реформа управления владениями Санкт-Галлена: вместо ранее существовавших препозитов, от случая к случаю занимавшихся контролем хозяйственной деятельности по специальному поручению настоятеля, в каждое из владений вне территории аббатства были назначены ректоры, обязанные жить в этих монастырских имениях и следить за их сохранностью.

### Канцлер Восточно-Франкского королевства

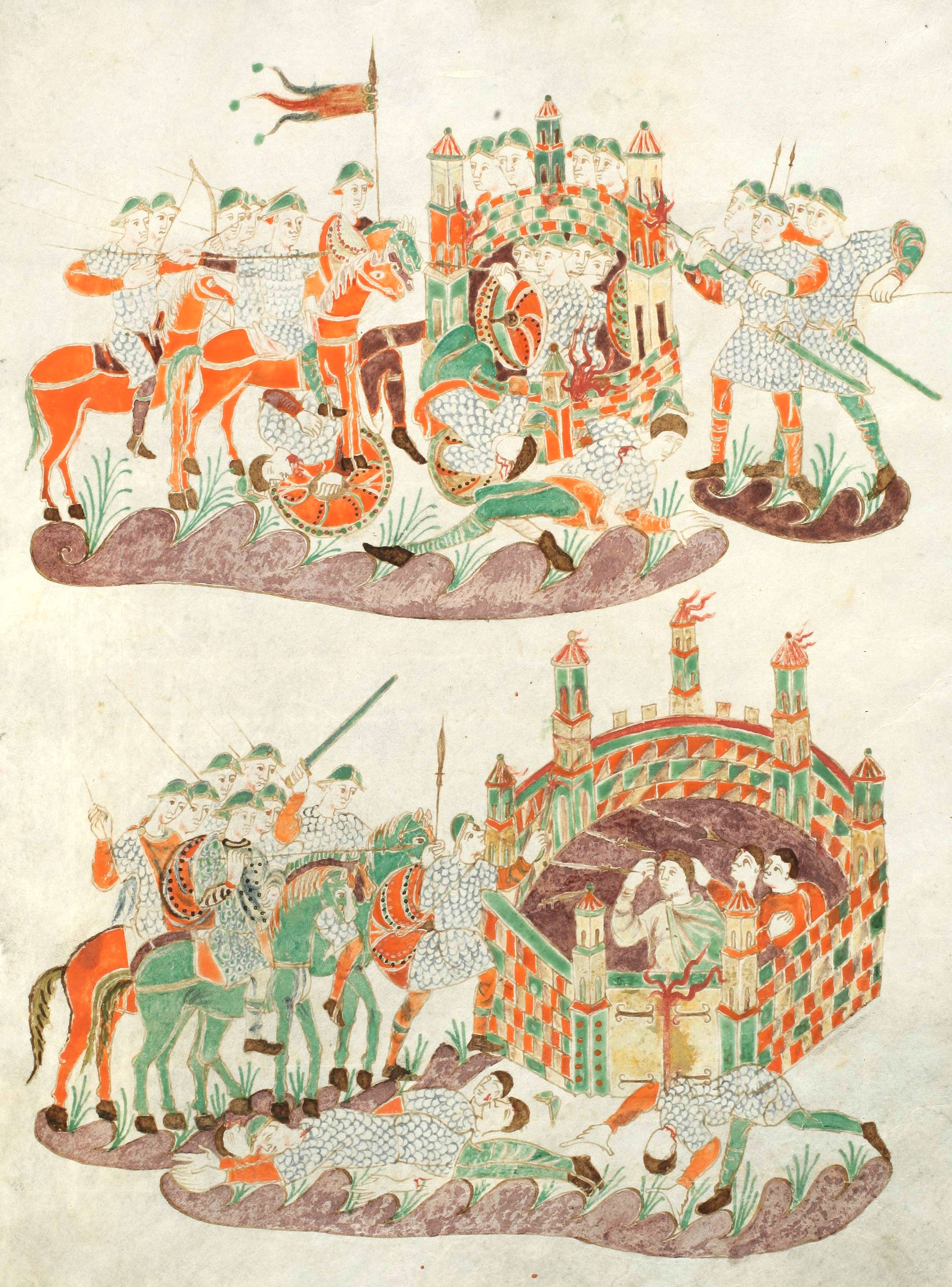
Батальные сцены из «Золотой псалтири»

Между 848 и 854 годами Гримальд стал главой придворной капеллы (архикапелланом) Людовика II Немецкого, сменив в этой должности умершего епископа Регенсбурга Батуриха. С того времени Гримальд неоднократно по повелению короля выполнял обязанности государева посланца и дипломата. Тогда же появляются свидетельства о возобновлении Гримальдом работы в придворной канцелярии правителя Восточно-Франкского королевства, а в документах 854 и 856 годов он упоминается уже как глава этого ведомства. Таким образом, под его управлением оказался весь государственный аппарат королевства, а также ведение всей королевской документации. В Восточно-Франкском государстве подобное объединение должностей произошло впервые: начиная с X века такая практика станет постоянной.
В то время занятый государственными делами Гримальд мало время уделял церковной деятельности. Известно о его участии только в двух Майнцских синодах (соборе 852 года и соборе 857 года) и Вормсском синоде июня 859 года.
В «Истории Реймсской церкви» Флодоарда утверждается, что Гримальд не одобрял завоевательной политики Людовика II Немецкого в отношении Западно-Франкского государства. Согласно цитируемому в этом труде письму архиепископа Гинкмара Реймсского, аббат Санкт-Галлена входил в число приближённых к правителю восточных франков персон, которые пытались убедить своего монарха отказаться от притязаний на владения Карла II Лысого. Предполагается, что с этим связано удаление Гримальда от двора в период с августа 857 года по апрель 861 года и передача должности королевского канцлера Витгару. Однако затем Гримальд примирился с Людовиком II Немецким, снова стал архиканцлером и до смерти оставался верным сподвижником короля. Возможно, что не последнюю роль в отношениях Гримальда с правителем восточных франков сыграла и поддержка, оказанная аббатом своему брату Титгауду во время развода Лотаря II с Теутбергой.
В 861 году Гримальд во второй раз стал обладателем двух высших должностей во франкском государственном аппарате: главы королевской канцелярии и придворной капеллы. Среди созданных при участии Гримальда документов была и «Грамота короля Людовика Немецкого Альтайхскому монастырю» 862 или 863 года — ценный источник по истории Киевской Руси.
Гримальд — один из многих высокообразованных деятелей Каролингского возрождения, успешно совмещавших церковные и государственные должности. Современники считали Гримальда одним из наиболее выдающихся персон своего времени. Несколько авторов посвятили аббату Санкт-Галлена свои труды, в которых очень высоко отзывались о его деятельности. Среди таких авторов были Эрманрих Эльвангенский, Ноткер Заика, Ратперт Санкт-Галленский, Отфрид Висамбурский и Валафрид Страбон. Последний из них даже упоминал о написанных Гримальдом стихах, но эти сочинения не сохранились. Гримальду также приписывается предисловие к изготовленному в скриптории Санкт-Галленского аббатства сакраментарию Григория I Великого. Валафрид Страбон посвятил Гримальду одну из своих самых известных поэм «Садик или о садоводстве». Он же посвятил своему учителю и другое своё сочинение, написанный около 829 года трактат «Об изображении Троицы», в котором называл Гримальда магистром и сравнивал с Гомером. Рабан Мавр посвятил Гримальду написанный им вскоре после 843 года «Мартиролог». Эрманрих Эльвангенский между 850 и 855 годом направил аббату Санкт-Галлена пространное хвалебное письмо, в котором отмечал особую заботу Гримальда о монастырской школе.
В 866 году Гримальд содействовал назначению своего диакона по Эльвангенскому аббатству Эрменриха епископом Пассау.

### Последние годы
Из-за своего пожилого возраста в 870 году Гримальд покинул все государственные посты, сохранив только саны настоятеля Висамбурского и Санкт-Галленского аббатств. Новым главой королевских канцелярии и капеллы по его ходатайству был назначен архиепископ Майнца Лиутберт. Последние годы жизни Гримальд провёл в Санкт-Галлене, где и скончался 13 июня 872 года.
Преемником Гримальда в должности настоятеля Санкт-Галленского монастыря стал его ученик и лучший друг Хартмут. Тот ещё в 849 году был назначен Гримальдом деканом, с поручением управлять монастырём во время частых отлучек настоятеля из-за государственных дел. Более того, сам Гримальд просил Людовика II Немецкого назначить Хартмута своим преемником и получил на то письменное согласие короля. В Висамбурском монастыре после Гримальда аббатом стал Волькольд.